# Шон Веянс
Шон Веянс (англ. Shawn Wayans) — американський актор, режисер, продюсер і сценарист.

## Життєпис
Американський комедійний актор. Народився 19 січня 1971 року в Нью-Йорку, США, в багатодітній сім'ї.
Його батьки, Ельвіра і Гавелл Веянс, виховували 10 дітей, майже всі з яких теж стали акторами.
У 1989 закінчив гуманітарний інститут «Bayard Rustin High School».
Має трьох дітей — дві дочки і сина. Здобув популярність, знявшись у молодіжних комедіях («Дуже страшне кіно» «Не погрожуй південному централу» і т. д.). Після цього зайнявся режисерської діяльністю.

## Фільмографія

### Актор
- 1988 — I'm Gonna Git You Sucka
- 1990 — In Living Color-DJ SW-1
- 1991 — The Best of Robert Townsend & His Partners in Crime-Різні персонажі
- 1993 — Hangin 'with Mr. Cooper-Домінік
- 1995 — Брати Веянс /The Wayans Bros.-Шон Вільямс
- 1996 — Не погрожуй Південному Централу, попиваючи сік у себе в кварталі /Don't Be a Menace to South Central While Drinking Your Juice in the Hood-Ештрей
- 2000 — Дуже страшне кіно /Scary Movie-Рей Вілкінс
- 2001 — Дуже страшне кіно 2 /Scary Movie 2-Рей Вілкінс
- 2004 — Білі ципоньки /White Chicks-Кевін Копленда
- 2006 — Пустун /Little Man-Дерріл
- 2009 — Без ансамблю /Dance Flick

### Режисер
- 1995 — Брати Веянс /The Wayans Bros.

### Сценарист
- 1995 — Брати Веянс /The Wayans Bros.
- 1996 — Не погрожуй Південному Централу, попиваючи сік у себе в кварталі /Don't Be a Menace to South Central While Drinking Your Juice in the Hood
- 2000 — Дуже страшне кіно /Scary Movie
- 2001 — Дуже страшне кіно 2 /Scary Movie 2
- 2003 — Дуже страшне кіно 3 /Scary Movie 3
- 2004 — Білі ципоньки /White Chicks
- 2006 — Пустун /Little Man
- 2007 — Мюнстери /The Munsters
- 2008 — Дуже страшне кіно 5 /Scary Movie 5

### Продюсер
- 1995 — Брати Веянс /The Wayans Bros.
- 1996 — Не погрожуй Південному Централу, попиваючи сік у себе в кварталі /Don't Be a Menace to South Central While Drinking Your Juice in the Hood
- 2000 — Дуже страшне кіно /Scary Movie
- 2001 — Дуже страшне кіно 2 /Scary Movie 2
- 2004 — Білі ципоньки /White Chicks
- 2006 — Пустун /Little Man
- 2007 — Мюнстери /The Munsters